# Ліндон Емерллаху
Ліндон Емерллаху (алб. Lindon Emërllahu, нар. 7 грудня 2002) — косовський футболіст, півзахисник румунського клубу «ЧФР Клуж» та національної збірної Косова. Виступав також за клуб «Балкані» (Теранде). Триразовий чемпіон Косова, дворазовий володар Суперкубка Косова та володар Кубка Косова. Володар Кубка Румунії.

## Клубна кар'єра
Ліндон Емерллаху народився 2002 року, та є вихованцем футбольної школи клубу «Балкані» (Теранде). У 2021 році Емерллаху розпочав грати в основній команді клубу, в якій виступав до 2025 року, взявши участь у 72 матчах чемпіонату. У складі «Балкані» Емерллаху став триразовим чемпіоном Косова, дворазовим володарем Суперкубка Косова та володарем Кубка Косова.
З 2025 року косовський півзахисник грає у складі румунського клубу «ЧФР Клуж». У складі команди футболіст у 2025 році став володарем Кубка Румунії.

## Виступи за збірні
Протягом 2023—2024 років Ліндон Емерллаху грав у складі молодіжної збірної Косова. На молодіжному рівні зіграв у 4 офіційних матчах, забив 2 голи.
У 2022 році Ліндон Емерллаху дебютував у складі національної збірної Косова. Станом на травень 2025 року зіграв у складі національної збірної 8 матчів, у яких забитими голами не відзначився.

## Титули і досягнення
- Чемпіон Косова (3):

«Балкані» (Теранде): 2021–2022, 2022–2023, 2023–2024
- Володар Суперкубка Косова (2):

«Балкані» (Теранде): 2022, 2024
- Володар Кубка Косова (1):

«Балкані» (Теранде): 2023–2024
- Володар Кубка Румунії (1):

«ЧФР Клуж»: 2024–2025